# Kastanjebukig monark
Kastanjebukig monark (Monarcha castaneiventris) är en fågel i familjen monarker inom ordningen tättingar. Den förekommer i Salomonöarna. 

## Utseende och läte
Kastanjebukig monark är en medelstor glansigt blåsvart monark med kastanjebrunt på buk och undergump och med ljust gråaktig näbb. Fåglar på ön Ugi, av vissa urskild som egen art (se nedan), är helt glansigt lilasvarta. Fågeln är nästan identisk med bougainvillemonarken, men saknar vitt hos hanen och kastanjebrun näbbrot hos honan. Sången består av en serie med snabba visslingar, medan lätet är ett hård och grälande tjatter.

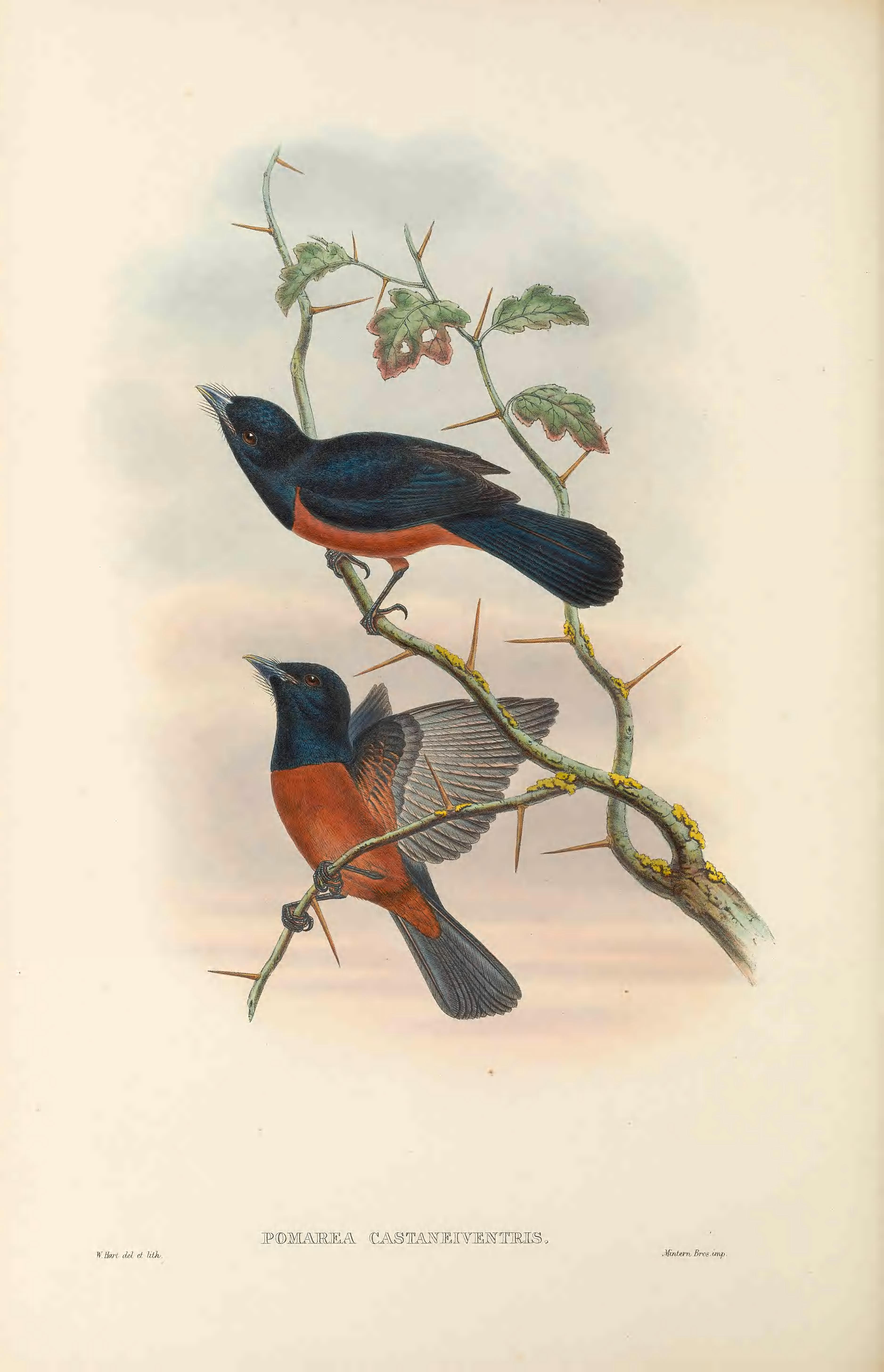

## Utbredning och systematik
Kastanjebukig monark förekommer i Salomonöarna och delas in i fem underarter med följande utbredning:
- Monarcha castaneiventris erythrostictus – Buka, Bougainville, Shortland och Fauro
- Monarcha castaneiventris castaneiventris – Guadalcanal, Malaita, Santa Isabel, Florida, Choiseul
- Monarcha castaneiventris obscurior – Russellöarna
- Monarcha castaneiventris megarhynchus – Makira
- Monarcha castaneiventris ugiensis – Ugi och Three Sisters (norr om Makira) samt  Santa Ana och Santa Catalina öster om Makira

Sedan 2016 urskiljer Birdlife International och naturvårdsunionen IUCN megarhyncha och ugiensis som de egna arterna "makiramonark" respektive "ugimonark".

## Levnadssätt
Kastanjebukig monark hittas mestadels i ursprunglig skog. Den ses sällan ovan 1100 meters höjd.

## Status
IUCN bedömer hotstatus för megarhynchus, ugiensis och övriga taxon var för sig, alla tre populationer som livskraftiga.